# Casimir Reuterskiöld (sportskytt)
Ludvig Casimir Reuterskiöld, född 14 september 1883 i Ljusdal, död 25 december 1953 i Stockholm, var en svensk militär och sportskytt. 
Casimir Reuterskiöld avlade mogenhetsexamen 1902 inträdde därefter på den militära banan. Han blev sergeant vid fortifikationen 1903, inträdde som kadett vid Krigsskolan på Karlberg och avlade officersexamen där 1905. Reuterskiöld genomgick Artilleri- och ingenjörshögskolans allmänna kurs 1907–1908 och dess högre kurs 1908–1910. Han befordrades till löjtnant 1908 och till kapten 1917. Reuterskiöld var chef för det svenska Ålandsdetachementets fälttelegrafavdelning och telegrafofficer vid staben på Åland 1918 och militärassistent i telegrafstyrelsen 1919–1922. Han var biträdande lärare vid Artilleri- och ingenjörshögskolan 1920–1922. Reuterskiöld blev chef för fälttelegrafkårens detachement i Boden 1923, fortifikationsofficer vid III. arméfördelningens stab 1926 och vid Östra arméfördelningens stab 1929. Han blev major i armén 1932.
Reuterskiöld blev 1926 riddare av Svärdsorden.
Reuterskiöld deltog i Olympiska sommarspelen 1920. Han är begraven på Norra begravningsplatsen utanför Stockholm.